# Fonsi
David López Nadales (n. 22 ianuarie 1986, Zaragoza), cunoscut ca Fonsi, este un fotbalist spaniol, care evoluează pe postul de fundaș stânga la clubul din Superliga Greacă, PAS Giannina.